# Крылан Темминка
Крылан Темминка (лат. Megaerops ecaudatus) — вид рукокрылых из семейства крыланов.

## Распространение
Юго-Восточная Азия: Вьетнам, Индонезия и Малайзия (Борнео, Суматра).

## Описание
Длина тела от 94 до 107 мм, длина ступни составляет 13—16 мм, длина предплечья — 52—60 мм. Морда короткая и широкая. Окраска спины коричневая, нижняя часть тела (грудь и брюхо) серебристо-серая; подбородок с желтоватым пятном; ухо рыжеватое. Число зубов — 28: резцы 2/1, клыки 1/1, предкоренные 3/3, коренные 1/2. Диплоидный набор хромосом: 2n=26. Обитают в разнообразных экологических условиях от равнинных тропических лесов до гор.
|                                |  |
| слева — череп, справа — голова |  |